# 오미화
오미화(吳美花, 1968년 6월 5일 ~ )은 대한민국의 제10대 전라남도의원이며, 서울특별시 출신이다.

## 학력
- 방배국민학교 졸업
- 중앙대부속여자중학교 졸업
- 서문여자고등학교 졸업
- 덕성여자대학교 불문과 졸업

## 경력
- 영광군 여성농민회장
- 통합진보당 전남도당 운영위원
- 통합진보당 전남도당 주요농산물 최저가격보장지원조례제정 운동본부장
- 광주·전남 여성농민회연합 식량주권위원장
- 염산중학교 운영위원
- 민중당 전남도당 영광군 지역위원회 위원장
- 2014.07 ~ 2014.12 제10대 전라남도의회 의원
- 2014.07 ~ 2014.12 제10대 전라남도의회 전반기 기획사회위원회 위원
- 2014.07 ~ 2014.12 제10대 전라남도의회 전반기 예산결산특별위원회 위원
- 2014.12.22 통합진보당 해산, 의원직 상실
- 2016.05.19 의원직 복귀
- 2016.05 ~ 2018.06 제10대 전라남도의회 의원
- 2016.05 ~ 2016.07 제10대 전라남도의회 전반기 농림해양수산위원회 위원
- 2016.07 ~ 2018.06 제10대 전라남도의회 후반기 윤리특별위원회 위원
- 2016.07 ~ 2018.06 제10대 전라남도의회 후반기 농림해양수산위원회 위원
- 2016.07 ~ 2018.06 제10대 전라남도의회 후반기 예산결산특별위원회 위원
- 2017.06 ~ 2018.05 제10대 전라남도의회 전라남도청년발전특별위원회 부위원장
- 2022.07 ~ 제12대 전라남도의회 의원
  - 제12대 전라남도의회 전반기 보건복지환경위원회 위원

## 역대 선거 결과
|  | 12.31% |

|  | 45.28% |

|  | 43.78% |